# BVA Cup 2018 (maschile)
La BVA Cup 2018, 11ª edizione della omonima competizione di pallavolo maschile, si è svolta dal 6 al 7 ottobre 2018: al torneo hanno partecipato quattro squadre di club afferenti alla BVA e la vittoria finale è andata per la prima volta allo Ziraat Bankası.

## Formula
La formula ha previsto semifinali, finale terzo posto e finale.

## Squadre partecipanti
- Hebăr
- CSM Bucarest
- Mladi Radnik
- Ziraat Bankası

## Torneo
|  | Semifinali     | Semifinali |       |                | Finale          | Finale          |  |
|  |                |            |       |                |                 |                 |  |
|  | Ziraat Bankası | 3          |       |                |                 |                 |  |
|  | Ziraat Bankası | 3          |       |                |                 |                 |  |
|  | CSM Bucarest   | 1          |       |                |                 |                 |  |
|  | CSM Bucarest   | 1          |       | Ziraat Bankası | 3               |                 |  |
|  |                |            |       | Ziraat Bankası | 3               |                 |  |
|  |                |            | Hebăr | 2              |                 |                 |  |
|  | Hebăr          | 3          | Hebăr | 2              |                 |                 |  |
|  | Hebăr          | 3          |       |                |                 |                 |  |
|  | Mladi Radnik   | 0          |       |                | Finale 3º posto | Finale 3º posto |  |
|  | Mladi Radnik   | 0          |       |                |                 |                 |  |
|  |                |            |       |                |                 |                 |  |
|  |                |            |       |                | CSM Bucarest    | 3               |  |
|  |                |            |       |                | CSM Bucarest    | 3               |  |
|  |                |            |       |                | Mladi Radnik    | 2               |  |

### Semifinali
| 6 ottobre 2018 Sportna Zala Vasıl Levski, Pazardžik Durata: ? - Spettatori: ? | Ziraat Bankası | 3 - 1 | CSM Bucarest | 25-21, 25-22, 15-25, 26-24 |
| 6 ottobre 2018 Sportna Zala Vasıl Levski, Pazardžik Durata: ? - Spettatori: ? | Hebăr          | 3 - 0 | Mladi Radnik | 25-20, 27-25, 25-21        |

### Finale 3º posto
| 7 ottobre 2018 Sportna Zala Vasıl Levski, Pazardžik Durata: ? - Spettatori: ? | CSM Bucarest | 3 - 2 | Mladi Radnik | 20-25, 22-25, 25-11, 27-25, 15-7 |

### Finale
| 7 ottobre 2018 Sportna Zala Vasıl Levski, Pazardžik Durata: ? - Spettatori: ? | Ziraat Bankası | 3 - 2 | Hebăr | 17-25, 25-22, 21-25, 25-18, 15-12 |

## Classifica finale
| Pos | Squadra        | Qualificazione        |
| --- | -------------- | --------------------- |
|     | Ziraat Bankası | Challenge Cup 2018-19 |
| 2   | Hebăr          |                       |
| 3   | CSM Bucarest   |                       |
| 4   | Mladi Radnik   |                       |